# S30V
La marque S30V (nom complet CPM S30V) désigne un acier inoxydable propriétaire de Crucible Materials (États-Unis).
Il s'agit d'un acier martensitique au chrome avec addition de vanadium.
Cet acier se caractérise par un fort volume de carbures de vanadium qui contribuent à la résistance à l'abrasion. Cela en fait un bon acier de coutellerie.
Cet acier est produit par métallurgie des poudres ce qui lui confère une meilleure homogénéité et isotropie.
La notation CPM S30V est propre à Crucible Materials.
- CPM indique « Crucible Particle Metal »
- S indique le caractère inoxydable.
- V indique l'addition de Vanadium.

On lui associe deux évolutions, le S35VN et le S45VN avec des compositions et des propriétés légèrement différentes. Toutes sont encore utilisées

## S30V
Il s'agit de l'acier d'origine, créé en 2001.
Composition chimique :
- C : 1,45 %
- Cr : 14,00 %
- V : 4,00 %
- Mo : 2,00 %

Dureté type : HRC58-61

## S35VN
En 2009, une variante appelée S35VN est créée. Elle a pour but d'améliorer l'usinabilité ainsi que la ténacité.
Composition chimique :
- C : 1,40 %
- Cr : 14,00 %
- V : 3,00 %
- Mo : 2,00 %
- Nb : 0,50 %

## S45VN
En 2019, une nouvelle variante appelée S45VN est créée. Elle présente principalement une amélioration de la résistance à la corrosion par rapport aux deux itérations précédentes. Elle perd cependant un peu en ténacité comparée au S35VN.
Composition chimique :
- C : 1,48 %
- Cr : 16,00 %
- V : 3,00 %
- Mo : 2,00 %
- Nb : 0,50 %
- N : 0,15 %